# Tychochernes inflatus
Tychochernes inflatus är en spindeldjursart som beskrevs av Clarence Clayton Hoff 1956. Tychochernes inflatus ingår i släktet Tychochernes och familjen blindklokrypare. Inga underarter finns listade i Catalogue of Life.